# Trâu Gia Di
Trâu Gia Di (tiếng Trung giản thể: 邹加怡, bính âm Hán ngữ: Zōu Jiā Yí, sinh tháng 6 năm 1963, người Hán) là nữ chính trị gia nước Cộng hòa Nhân dân Trung Hoa. Bà là Ủy viên Ủy ban Trung ương Đảng Cộng sản Trung Quốc khóa XX, hiện là Phó Bí thư Đảng tổ Cơ quan, Phó Tổng thư ký thường vụ Ủy ban Toàn quốc Hội nghị Hiệp thương Chính trị Nhân dân Trung Quốc, Ủy viên Thường vụ Ủy ban Kiểm tra Kỷ luật Trung ương Đảng Cộng sản Trung Quốc. Bà nguyên là Thành viên Đảng tổ, Phó Bộ trưởng Bộ Tài chính; Ủy viên Ủy ban Giám sát Nhà nước; Phó Bộ trưởng Bộ Giám sát Trung Quốc.
Trâu Gia Di là đảng viên Đảng Cộng sản Trung Quốc, học vị Cử nhân Anh ngữ, Thạc sĩ Quan hệ quốc tế. Bà có sự nghiệp nhiều năm trong Bộ Tài chính, từ đại diện Trung Quốc tham gia thường trú và hoạt động ở Ngân hàng Thế giới trước khi trở về nước, tham gia các cơ quan trung ương.

## Xuất thân và giáo dục
Trâu Gia Di sinh tháng 6 năm 1963 tại huyện Vô Tích thuộc chuyên khu Tô Châu, nay là địa cấp thị Vô Tích, tỉnh Giang Tô, Cộng hòa Nhân dân Trung Hoa. Bà lớn lên và tốt nghiệp phổ thông ở Vô Tích, thi đỗ Học viện Quan hệ Quốc tế và tới thủ đô Bắc Kinh nhập học Khoa Anh ngữ của trường từ tháng 9 năm 1981, tốt nghiệp Cử nhân Anh ngữ vào tháng 7 năm 1985. Sau đó, bà thi đỗ cao học tại Viện Sau đại học của Viện Khoa học xã hội Trung Quốc, theo học từ tháng 9 tại Khoa Chính trị và Kinh tế thế giới, nhận bằng Thạc sĩ Quan hệ quốc tế vào tháng 9 năm 1988. Tháng 9 năm 1991, bà được cử sang Anh, theo học tiến tu tại Trường Kinh tế và Khoa học Chính trị Luân Đôn đến tháng 9 năm 1992. Trâu Gia Di được kết nạp Đảng Cộng sản Trung Quốc vào tháng 2 năm 1984 tại Học viện Quan hệ Quốc tế, từng tham gia lớp tiến tu cán bộ trung, thanh niên khóa 55 cấp địa, sảnh từ tháng 11 năm 2010 đến tháng 1 năm 2011 tại Trường Đảng Trung ương Đảng Cộng sản Trung Quốc.

## Sự nghiệp

### Các giai đoạn
Tháng 9 năm 1988, sau khi nhận bằng thạc sĩ tại Viện Sau đại học, Trâu Gia Di được tuyển vào Bộ Tài chính, là công vụ viên cấp khoa viên tại Ty Nghiệp vụ Ngân hàng Thế giới. Bà được cử tham gia huấn luyện một năm giai đoạn 1989–90 tại tỉnh Cam Túc, ở Bộ Chỉ huy xây dựng công trình "Dẫn Đại nhập Tần" – dự án thủy lợi điều nước từ sông Đại Thông tời vùng thiếu nước là Tần Vương Xuyên ở Bắc Lan Châu. Bà trở về Ty Nghiệp vụ và được thăng bậc lên cấp chủ nhiệm khoa viên từ tháng 10 năm 1990, và nhậm chức Phó Trưởng phòng Tổng hợp của Ty từ tháng 8 năm 1994.
Tháng 5 năm 1996, Trâu Gia Di được điều chuyển tới Washington, D.C., cư trú công tác ở đây, nhậm chức Cố vấn Văn phòng Đồng sự chấp hành Ngân hàng Thế giới của Trung Quốc, và là Phó Đồng sự chấp hành của văn phòng này từ tháng 11 năm 1998, kiêm chức vụ Trưởng phòng Tổ chức tài chính quốc tế thứ nhât của Ty Quốc tế, Bộ Tài chính. Tháng 6 năm 2000, bà được bổ nhiệm làm Phó Ty trưởng Ty Quốc tế, chuyển vị trí làm Đồng sự chấp hành Ngân hàng Thế giới của Trung Quốc từ tháng 12 năm 2004, thăng cấp chính sảnh, địa từ tháng 6 năm 2008. Tháng 9 năm 2009, bà trở về Trung Quốc, nhậm chức Chủ nhiệm Văn phòng Giao lưu tài chính và kinh tế đối ngoại của Bộ Tài chính, trở lại chức vụ Ty trưởng Ty Quốc tế từ 2012, rồi chuyển chức Ty trưởng Ty Quan hệ kinh tế quốc tế từ tháng 8 năm 2014.

### Cấp cao
Tháng 7 năm 2015, Trâu Gia Di được bổ nhiệm làm Thành viên Đảng tổ, Trợ lý Bộ trưởng Bộ Tài chính, chuyển chức làm Tổ trưởng Tiểu tổ Kiểm tra và Kỷ luật của Ủy ban Kiểm tra Kỷ luật Trung ương Đảng Cộng sản Trung Quốc tại Tiểu tổ lãnh đạo Công tác ngoại sự Trung ương từ cuối 2015. Đến tháng 4 năm 2017, bà được bổ nhiệm làm Phó Bộ trưởng Bộ Giám sát, đến tháng 10, bà tham gia đại hội đại biểu toàn quốc, được bầu làm Ủy viên Thường vụ Ủy ban Kiểm Kỷ. Tháng 3 năm 2018, Bộ Giám sát được giải thể, Ủy ban Giám sát Nhà nước được thành lập, Trâu Gia Di được bầu làm Ủy viên. Đến tháng 6 năm này, bà được bổ nhiệm làm Phó Bộ trưởng Bộ Tài chính.
Tháng 8 năm 2021, Trâu Gia Di được miễn nhiệm các chức vụ ở Quốc vụ viện, điều chuyển tới Ủy ban Toàn quốc Hội nghị Hiệp thương Chính trị Nhân dân Trung Quốc, nhậm chức Phó Bí thư Đảng tổ Cơ quan, rồi nhậm chức Phó Tổng thư ký thường vụ Chính Hiệp, cấp bộ trưởng, từ ngày 1 tháng 9. Cuối năm 2022, bà tham gia Đại hội Đảng Cộng sản Trung Quốc lần thứ XX từ đoàn đại biểu khối cơ quan trung ương Đảng và Nhà nước. Trong quá trình bầu cử tại đại hội, bà được bầu là Ủy viên Ủy ban Trung ương Đảng Cộng sản Trung Quốc khóa XX.